# Projekt 667BD Murena-M
Projekt 667BD Murena-M eller Delta II-klassen i var en vidareutveckling av Murena-klassen. Murena-M byggde på samma skrovdesign som Murena, med vissa förändringar. Bland annat hade man ökat längden på ubåten med 16 meter vilket gjorde att fyra extra tuber för ballistiska robotar kunde läggas till. Man hade också gett Murena-M-klassen en tystare framdrivning genom att på olika sätt maskera flera system med ett nytt sorts gummi. Utöver detta så utökade man antalet torpedtuber med fyra stycken.
Den första ubåten ur Murena-M-klassen togs i bruk 1975 och  inom några år hade tre systerfartyg kommit i tjänst. Sedan den fjärde Murena-M-ubåten hade tagits i bruk så gick man ifrån denna klass för att istället övergå till Kalmar-klassen.
De sista ubåtarna ur Murena-M-klassen togs ur tjänst 1996 då de sedan några år hade tillhört den ryska flottan.